# Дворцовая площадь (Москва)
Дворцовая площадь (ранее — Императорская площадь) — площадь в юго-западной части Московского Кремля, располагается на мысе Боровицкого холма, между Оружейной палатой, Апартаментами великих князей (Детская половина Большого Кремлёвского дворца), которые продолжают линию фасада Потешного дворца, и основным зданием Большого Кремлёвского дворца. Закрыта для посещения туристами.
Первоначально на этом месте располагался Государев двор с многочисленными теремами и другими постройками, продолжавшийся до Соборной площади. Во 2-й пол. XVIII—XIX вв. в рамках реконструкции Кремля российскими императорами они были снесены или перестроены, благодаря чему возникла Дворцовая площадь.

«В XIX веке был создан ансамбль последней, пятой по счёту площади Кремля, получившей название Дворцовой или Императорской. Это произошло после того, как в 1838—1850 годах на месте разобранного древнего великокняжеского дворца Ивана III и возведенного на его основании в XVIII веке дворца императрицы Елизаветы Петровны, архитектор К. А. Тон возвел корпуса нового императорского дворца. Дворцовый комплекс, получивший в дальнейшем название „Большой Кремлёвский дворец“, помимо новых зданий, включил часть сохранившихся сооружений конца XV-XVII веков. После постройки в 1851 году нового здания музея Оружейной палаты и примыкающего к ней с севера здания Апартаментов, соединенного воздушным переходом с дворцовым комплексом, образовался единый ансамбль Большого Кремлёвского дворца» (Официальный сайт Музеев Московского Кремля).

Первоначально площадь была открыта в сторону Москвы-реки и имела вид на Боровицкую улицу. Но с постройкой в 1851 году здания Оружейной палаты и Апартаментов, которые соединили воздушным переходом с главным зданием Кремлёвского дворца, она получила П-образную форму с единственным открытым выходом на юг, в сторону Кремлёвской набережной — к проезжей улице, идущей от Боровицких ворот вдоль Кремлёвского холма. С этой стороны она огорожена ажурной чугунной решеткой (XIX век) в псевдоготическом стиле. Через арку, прорезающую здание Апартаментов, площадь также соединена с внутренними дворами Конюшенного корпуса, (который располагается у западной крепостной стены и бывшего Потешного дворца). Наземный переход с четырьмя арками отделяет с севера Дворцовую площадь от Дворцовой улицы. В нём первоначально размещался зимний сад.
На восточную сторону площади выходит торец южного корпуса Кремлёвского дворца (с Андреевским залом и покоями императора) и западный корпус (с покоями императрицы).
Является одним из двух внутренних дворов Кремлёвского дворца (другой — двор в виде замкнутого каре с древним Спасо-Преображенским собором в центре, который частично включает в свою застройку сохранённые разновременные фрагменты старого дворца). «Имеет форму расширяющейся трапеции, раскрытой в южную сторону. Здания, оформляющие площадь, близки между собой по масштабу и стилевым характеристикам. В декоративной отделке их фасадов развита архитектурная тема древних дворцовых сооружений: аркада нового дворца с гульбищем поверх неё повторила алевизовский подклет, резное обрамление проемов интерпретирует декорацию Теремного дворца, рустованный цоколь Оружейной палаты перекликается с рустом Грановитой. (…) Две высокие симметричные арки в западном корпусе связывали оба двора, одна из них сейчас заложена».

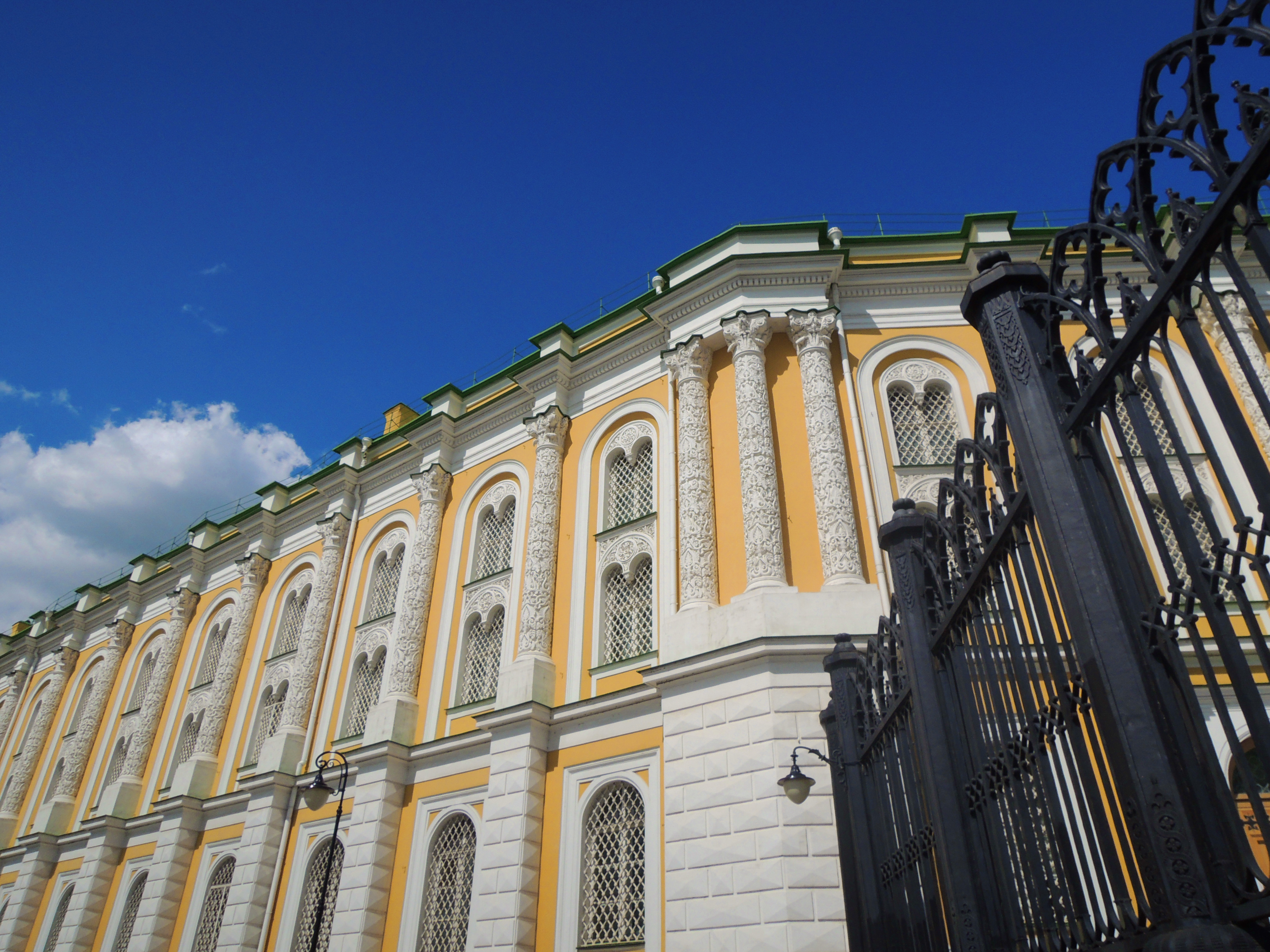
Оружейная палата (восточный фасад)
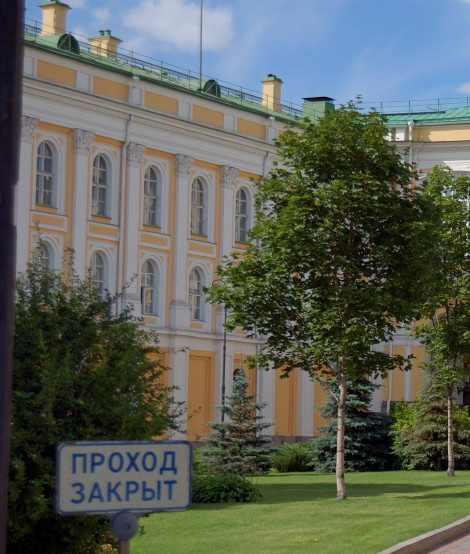
Апартаменты великих князей (Детская половина Кремлёвского дворца)
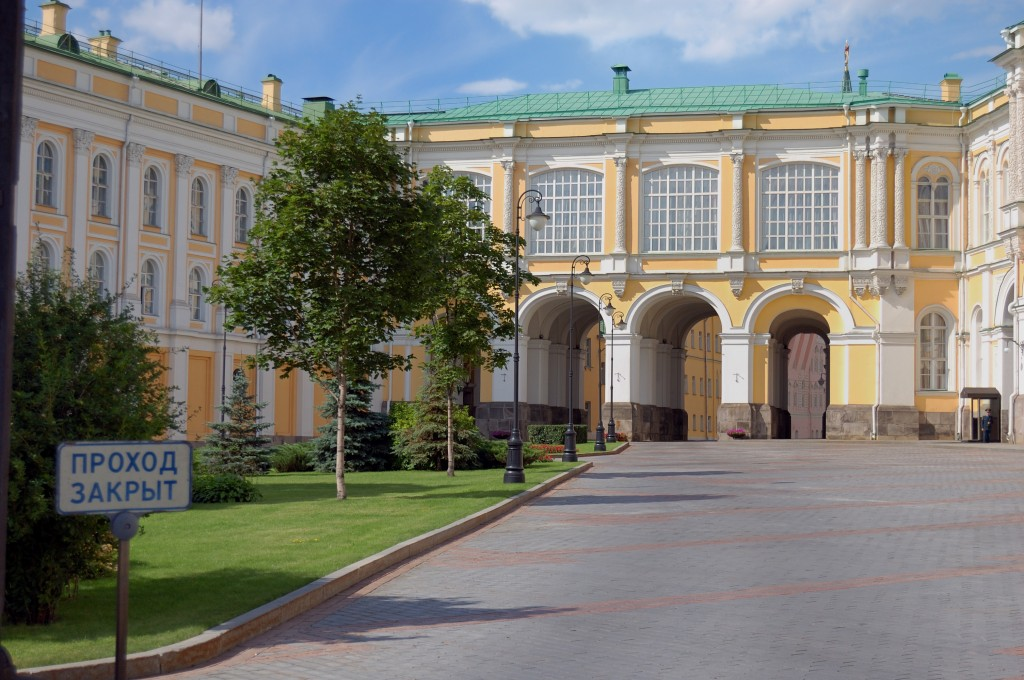
Воздушный переход между корпусами
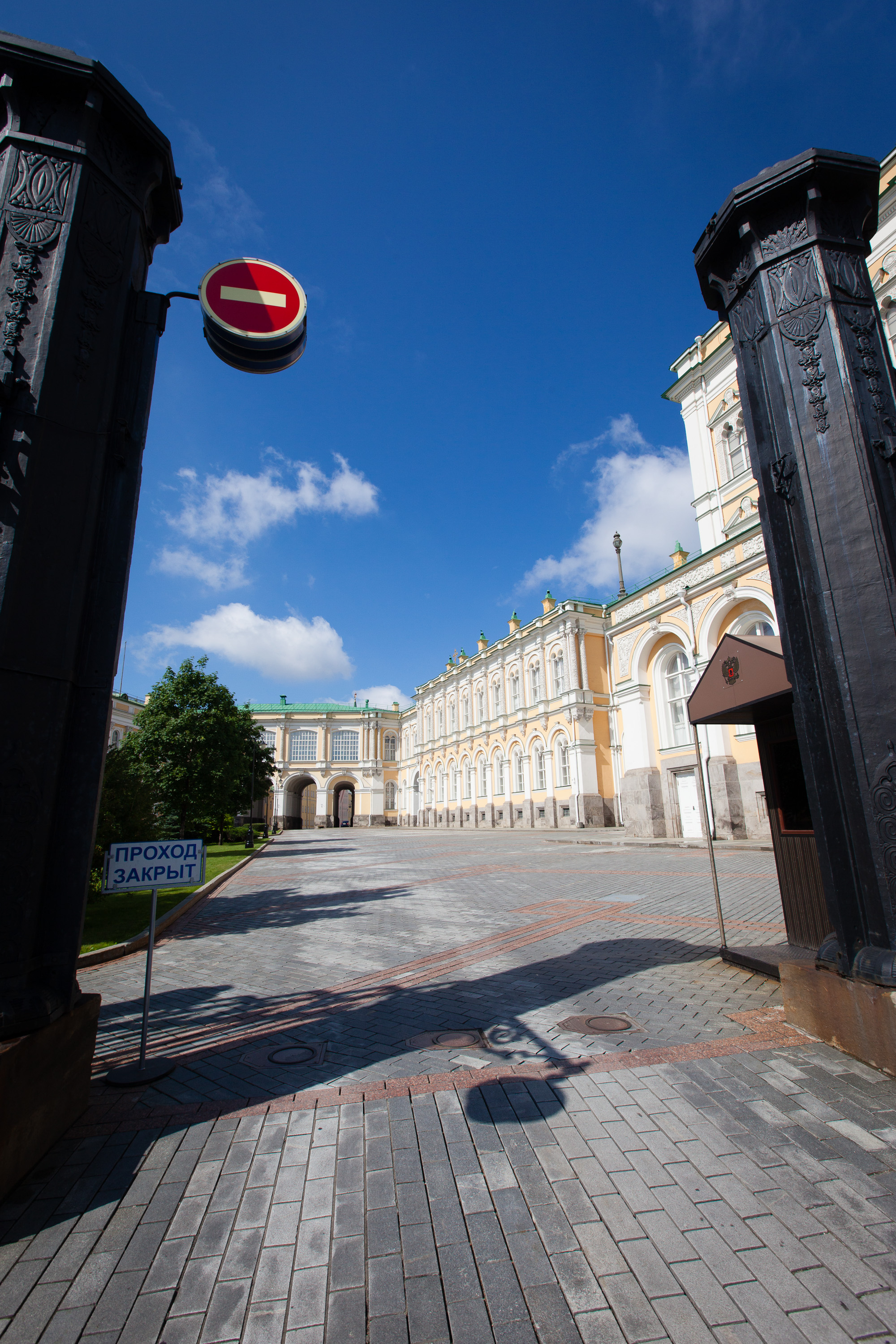
Главное здание Большого Кремлёвского дворца
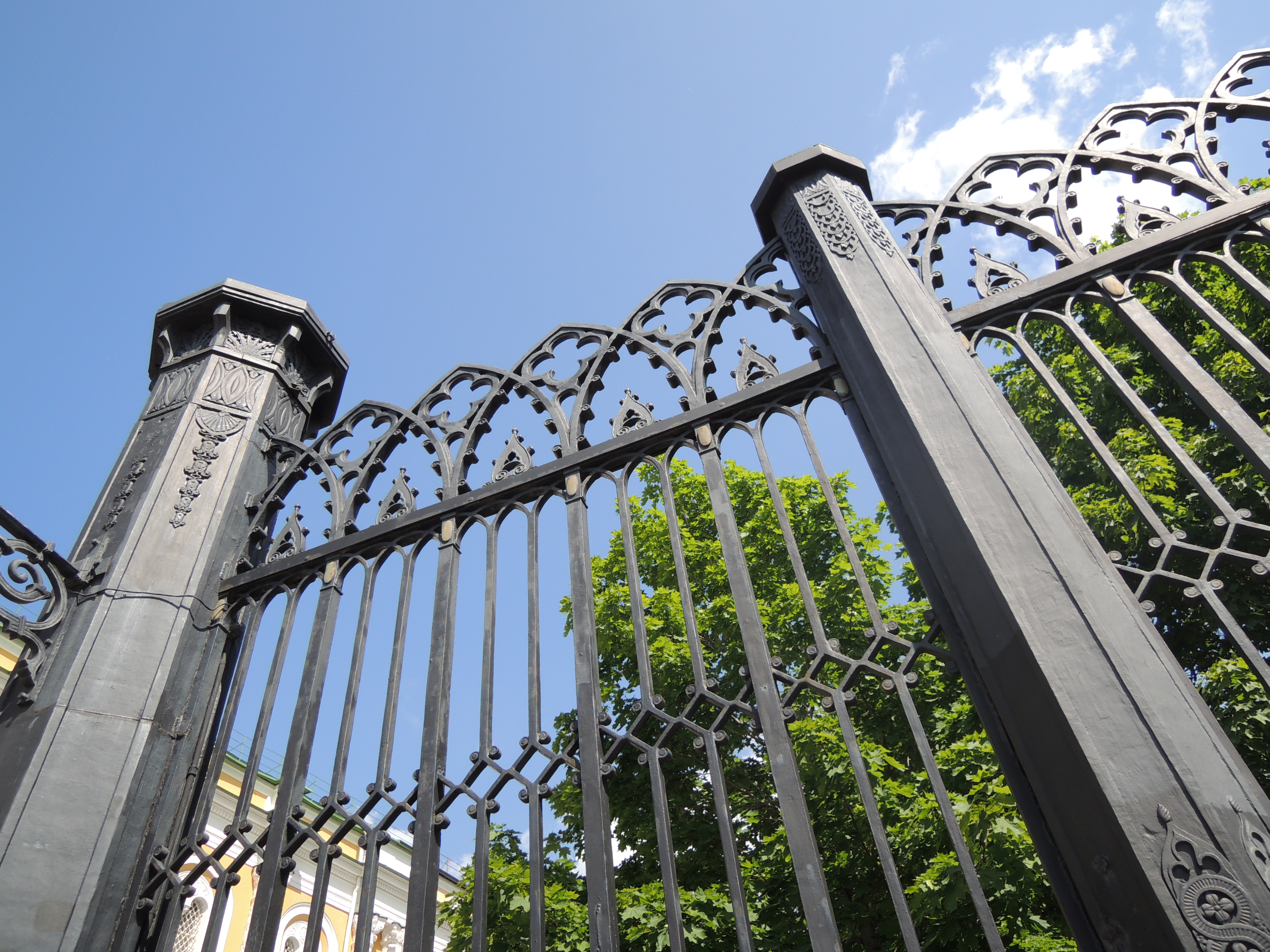
Решетка в псевдоготическом стиле (вид со стороны проезжей улицы)